# قطعنامه ۱۲۰۴ شورای امنیت
قطعنامه ۱۲۰۴ شورای امنیت سازمان ملل متحد که در تاریخ ۳۰ اکتبر ۱۹۹۸ تصویب شد، سندی بین‌المللی دربارهٔ بررسی وضعیت صحرای غربی است. این قطعنامه طی نشست ۳۹۳۸ام با ۱۵ رأی موافق، ۰ مخالف و ۰ ممتنع تصویب شد.